# Манц, Вольфганг
Вольфганг Манц (нем. Wolfgang Manz; род. 1960) — немецкий пианист.
Родился под Дюссельдорфом, вырос в Золингене и Вуппертале, в 1973—1979 гг. учился у чешского специалиста Драгомира Томана (ученика Вилема Курца), затем окончил Ганноверскую Высшую школу музыки (1986) по классу Карл-Хайнца Кеммерлинга. Изучал также композицию под руководством Фридриха Радермахера и Альфреда Кёрппена. Лауреат и финалист многочисленных конкурсов, наиболее значительные достижения — вторые премии Международного конкурса пианистов в Лидсе (1981) и Конкурса имени королевы Елизаветы (1983).
Концертирует как солист с 1981 г., в 1984 г. выступил на Променадных концертах в Лондоне. С 1989 г. выступает вместе с Рольфом Плагге в составе фортепианного дуэта имени королевы Елизаветы (нем. Klavierduo “Reine Elisabeth”). Среди основных записей Манца — произведения Роберта Шумана, Иоганнеса Брамса, Франца Листа, Клода Дебюсси и др., а также концерт его учителя Радермахера.
С 2000 г. профессор Нюрнбергской Высшей школы музыки. Среди его учеников, в частности, Ли Чжинсан.